# Hansjakob Seiler
Hansjakob Seiler (* 16. Dezember 1920 in München; † 13. August 2018 in Luzern) war ein Schweizer Sprachwissenschafter (Linguist).

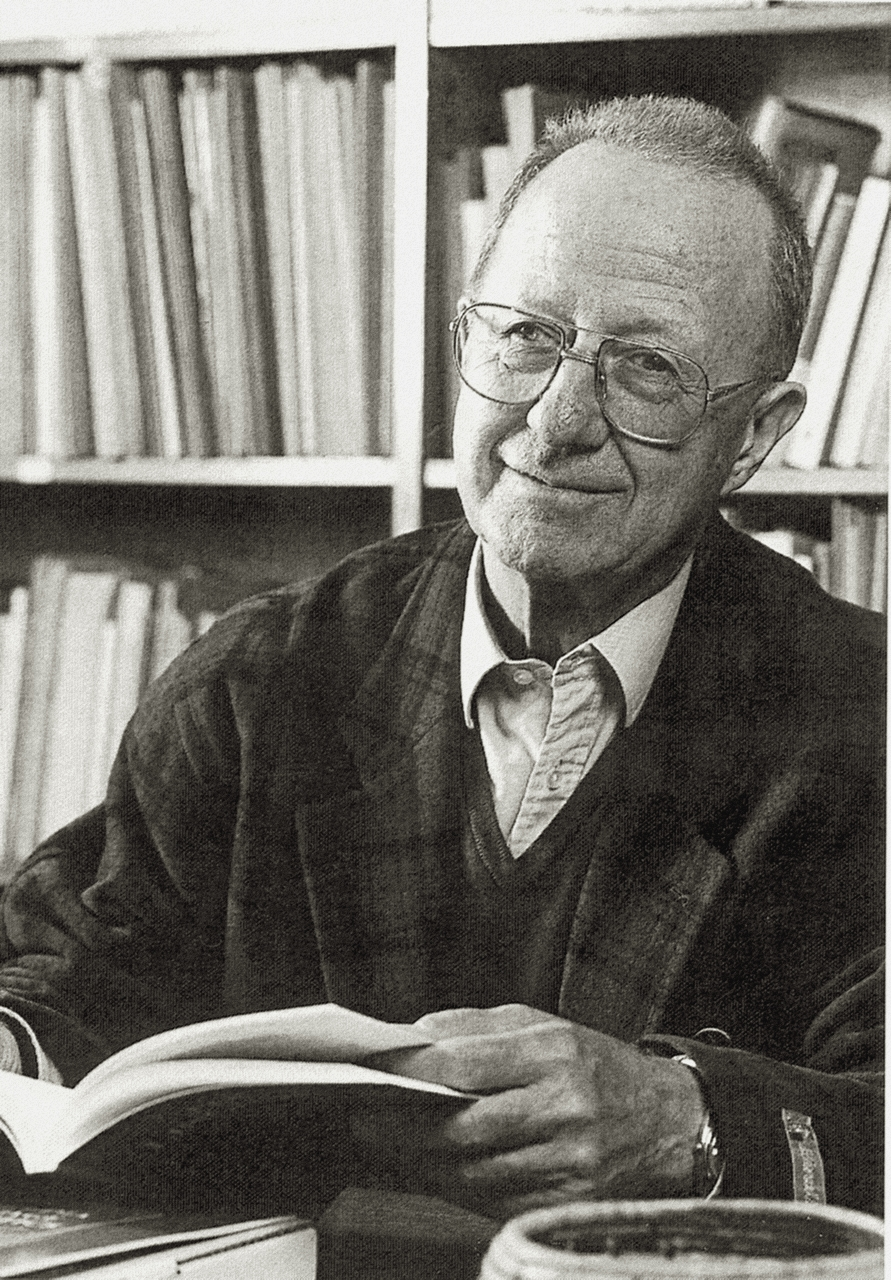
Hansjakob Seiler (ca. 2005)

## Werdegang
Schon als Student der Klassischen Philologie in Zürich (1940–1947) begann Hansjakob Seiler, den Horizont der Sprachwissenschaft abzutasten. Zunächst beschäftigte er sich mit den altindogermanischen Sprachen, u. a. dem Sanskrit und dem Altiranischen. Bald wandte er sich den modernen Sprachen Europas zu, insbesondere dem Neugriechischen. In Paris (1947–1950) machte er sich mit den theoretischen Grundlagen des französischen Strukturalismus vertraut. In den Überseeinstituten der Universität Hamburg (1950–1953 und 1955–1959) wurde sein Interesse an außereuropäischen Sprachen geweckt.
Bei mehrjährigen Aufenthalten in den USA, zunächst als Rockefeller Fellow (1953–1955), dann als Fellow am Center for Advanced Study in the Behavioral Sciences in Stanford, Kalifornien (1965–1966) und weiterhin als Gastprofessor lernte er den anders gearteten amerikanischen Strukturalismus sowie dessen Negierung durch die Generative Grammatik kennen. Einen bleibenden Ertrag aus jenen Jahren aber schöpfte er aus mehreren Feldforschungen zu amerikanischen Indianersprachen (1955, 1964–1965, 1971). Zu dem in Südkalifornien gesprochenen und akut vom Aussterben bedrohten Cahuilla (1994 noch 7 bis 20 Sprecher) verfasste er eine Grammatik, ein Wörterbuch und eine Textsammlung mit englischer Übersetzung. Die Erfahrungen mit den Sprachen der Welt und die langjährige Beschäftigung mit sprachtheoretischen Fragen bildeten die Grundlage für Seilers wichtigsten Beitrag zur Sprachwissenschaft: das Projekt UNITYP.
Von 1959 bis 1986 war Hansjakob Seiler Inhaber des Lehrstuhls für Allgemeine und Vergleichende Sprachwissenschaft an der Universität zu Köln. Nach seiner Emeritierung (1986) kehrte er in die Schweiz zurück und liess sich in Lenzburg nieder, wo er an den Fragestellungen der Universalität in der Sprache weiterarbeitete.
Mitgliedschaften und Ehrungen: Mitglied der Société Linguistique de Paris (seit 1947); Mitglied der Linguistic Society of America (Life Member); Mitglied der International Association of Semiotic Studies; Mitglied der Societas Linguistica Europaea (1980 Präsident); Ehrenmitglied der Schweizerischen Sprachwissenschaftlichen Gesellschaft; korrespondierendes Mitglied der Rheinisch-Westfälischen Akademie der Wissenschaften; Correspondant étranger de l'Académie des Inscriptions et Belles-Lettres (seit 1991), Institut de France, Paris; Mitglied der Academia Europaea, London; Ehrendoktor der Universitäten von Löwen und Paris VII.

## Publikationen
- Language Universals Research. A Synthesis. Narr, Tübingen 2000, ISBN 3-8233-4780-2 (Ergebnisse seiner lebenslangen Forschung).